# Andújar Cedeño
Andújar Cedeño Donastorg (La Romana, República Dominicana; 21 de agosto de 1969 - Santo Domingo, República Dominicana; 28 de octubre de 2000) fue un shortstop dominicano que jugó en la Liga Mayor de Béisbol desde 1990 hasta 1996. Jugó para los Astros de Houston desde  1990 a 1994, para los Padres de San Diego en 1995, y en 1996 jugó para los Padres, los Tigres de Detroit y nuevamente con los Astros.
En 1992 bateó para el ciclo y tuvo un promedio de .236. Su mejor temporada fue en 1993 con los Astros, donde bateó 11 jonrones, 58 carreras impulsadas , y tuvo un promedio de .283.
Murió en un accidente automovilístico el 28 de octubre de 2000, cuando se dirigía a su casa en La Romana, República Dominicana. El accidente sucedió después de un partido entre los Tigres del Licey y los Azucareros del Este en Santo Domingo. Mientras regresaba a su casa, el Mercedes Benz que conducía chocó con un camión, matándolo instantáneamente. Murió por lesiones graves en la cabeza. Tenía 31 años de edad.
Cedeño es el hermano menor del ex infielder dominicano Domingo Cedeño.

## Liga Dominicana
Cedeño jugó durante doce temporadas en la Liga Dominicana para los Toros del Este convirtiéndose en capitán del equipo y terminando con 331 hits, 48 dobles, 9 triples y 19 jonrones, 146 carreras impulsadas, 123 anotadas, recibió 70 base por bolas y se robó 19 bases. Tuvo una notable participación en el campeonato 1994-95, cuando el equipo ganó su primer título nacional. 
Su número 10 se encuentra en la pared del jardín central del Estadio Francisco Michelli en su honor.